# Niederalteich
Niederalteich là một làng nằm bên sông Donau ở Bayern. Đức. Nó nổi tiếng là nơi tọa lạc của tu viện Niederaltaich.